# Busy Bee (singolo)
Busy Bee è un singolo del gruppo musicale statunitense Ugly Kid Joe. Fu pubblicato nel 1993 in tre versioni: 7", CD e maxi singolo, la prima delle quali fu distribuita (in Inghilterra) anche col disco in vinile di colore giallo.

## Tracce
7", CD
1. Busy Bee – 4:01 (Fortman)
2. Cats in the Cradle (live) – 4:21 (H. Chapin, S. Chapin)

Maxi CD
1. Busy Bee – 4:11 (Fortman)
2. Come Tomorrow (live) – 4:55
3. Everything About You (live) – 4:20
4. Don't Go (live) – 4:24

## Formazione
- Whitfield Crane - voce
- Klaus Eichstadt - chitarra
- Dave Fortman - chitarra
- Cordell Crockett - basso
- Mark Davis - batteria

## Classifiche
| Classifica             | Posizione massima |
| ---------------------- | ----------------- |
| Official Singles Chart | 39                |